# Prueba de concepto
Una prueba de concepto o PoC (del inglés proof of concept) es una implementación, a menudo resumida o incompleta, de un método o de una idea, realizada con el propósito de verificar que el concepto o teoría en cuestión es susceptible de ser explotada de una manera útil.
La PoC se considera habitualmente un paso importante en el proceso de crear un prototipo realmente operativo.
En seguridad informática, se usan pruebas de concepto para explicar cómo se pueden explotar vulnerabilidades de día cero. Se trata de vulnerabilidades de las cuales se desconoce su funcionamiento exacto, y por tanto se utilizan PdC para intentar entender cómo pueden explotarse en un sistema o equipo.

## Origen de la expresión
El Diccionario Oxford de inglés cita como primer uso de la expresión prueba de concepto en lenguaje escrito a un artículo del periódico Los Angeles Times del 22 de enero de 1967.
Uno de los primeros usos del término fue el realizado por Bruce Carsten en el contexto de un "Prototipo de prueba de concepto". Su significado se definió en la revista Power Conversion and Intelligent Motion, en su edición de noviembre de 1989, en la columna titulada Carsten's Corner (pág. 38), y que estaba subtitulada con la leyenda "Definamos unos cuantos términos":

Prototipo de Prueba de Concepto es un término que (creo) acuñé  en 1984. Sirve para denominar a un circuito construido siguiendo unas guías similares a las de un prototipo convencional, pero en el que la intención no es construir una versión inicial o temprana de un diseño de producción, sino únicamente demostrar que un determinado circuito o una nueva técnica de producción es ciertamente posible.

- Datos: Q1201019
- Multimedia: Proof of concepts / Q1201019